# Tadeusz Korzybski
Tadeusz Wacław Korzybski (ur. 4 czerwca 1906 w Mławie, zm. 1 marca 2002 w Warszawie) – polski biochemik. W 1946 r. wyodrębnił polski preparat penicyliny.

## Życiorys
Urodził się jako drugi syn Alojzego (1869–1930), lekarza, syna właściciela majątku ziemskiego w Korzybiu Małym, i Zofii z Radzymińskich (1878–1924), córki ziemianina z Kulan. Alojzy i Zofia mieli także pierworodnego syna Stanisława i zmarłą po urodzeniu w 1910 r. córkę Jadwigę.
Był mężem Marianny (ur. 1909), siostry Adama Bahdaja, znanego w Polsce twórcy literatury młodzieżowej).
Zmarł w Warszawie, pochowny na cmentarzu parafialnym w Mławie.

### Wykształcenie
Ukończył mławskie Gimnazjum im. Stanisława Wyspiańskiego.
Po ukończeniu studiów lekarskich na Uniwersytecie Jagiellońskim w Krakowie w 1937 r. uzyskał tytuł doktora medycyny. Po studiach otrzymał asystenturę w Katedrze Fizjologii, a potem w Katedrze Histologii UJ.
Karierę naukową rozpoczął jako asystent w Katedrze Chemii Lekarskiej Uniwersytetu Jana Kazimierza we Lwowie pod kierunkiem prof. Jakuba Parnasa (lata 1937–1939).

Miałem to szczęście, że mogłem brać udział w początkach burzliwego i wspaniałego rozwoju biologii chemicznej. Bowiem już w roku 1937/38 we współpracy z wielkim duńskim atomistą Nielsenem Bohrem mogliśmy użyć radioaktywny izotop fosforu 32P do badań nad właściwościami głównego energetycznego związku chemicznego wszystkich żywych komórek, zwanego w skrócie ATP (kwas adenozynotrójfosforowy).
.

W 1938 r. za pomocą 32P wykazał (wspólnie z J. Parnasem) różnice w szybkości wymiany poszczególnych atomów fosforu w ATP in vivo.
W okresie okupacji niemieckiej pełnił różne funkcje naukowe w katedrach i instytutach medycznych we Lwowie; np. był pracownikiem Instytutu do Zwalczania Duru Plamistego (1941–1943), którym kierował prof. Rudolf Weigl. Następnie prof. Korzybski był kierownikiem Pracowni Biochemii w Klinice Gruźlicy, a potem jako profesor zatrudniony był w Katedrze Chemii Organicznej Instytutu Medycyny. Przed opuszczeniem Lwowa prof. Korzybski pełnił jeszcze funkcję kierownika Katedry Chemii Organicznej Instytutu Medycyny (1944–1945). W czasie okupacji habilitował się na podstawie wykonanej w tym instytucie pracy o metabolizmie wszy na podziemnym UJK. Kierował także pracownią biochemii w Klinice Gruźlicy i Katedrą Chemii Organicznej Instytutu Medycyny. Dzięki organizacji UNRRA Korzybski z Włodzimierzem Kuryłowiczem i Kazimierzem Bahatyrewiczem wyjechali na staż do Stanów Zjednoczonych i do Kanady. W 1950 r. profesorowie Korzybski i Kuryłowicz otrzymali za prace nad polską penicyliną Państwową Nagrodę Naukową II stopnia. Wreszcie w 1953 r. wieloletnie wysiłki badaczy doprowadziły do uruchomienia seryjnej produkcji penicyliny krystalicznej w Tarchomińskich Zakładach Farmaceutycznych „Polfa”.
W 1946 r. wyodrębnił polski preparat penicyliny.
Od 1954 r. był profesorem Państwowego Zakładu Higieny. Od 1956 do 1976 r. profesor w Instytucie Biochemii i Biofizyki PAN. Od 1973 r. członek rzeczywisty PAN (według Juszkiewicza od 1971 r.). Wydał także liczne prace nad streptomycyną, tetracyklinami a także nad polską terminologią biochemiczną. Jest współautorem monografii „Antybiotyki” za którą w 1968 r. otrzymał zespołową Nagrodę Państwową I stopnia Od 1984 r. – Towarzystwo Naukowe Warszawskie.
Podczas studiów lekarskich, w Zakładzie Fizjologii Uniwersytetu Jagiellońskiego, pod kierunkiem ucznia Pawłowa, Ernesta Mydella, stwierdził na psie z wygojonymi przetokami przełykową i żołądkową, że karmienie pozornie różnymi pokarmami nie wpływa na powstawanie leukocytozy trawiennej (1927–1928); praca nie została opublikowana. W tych też latach prowadził ćwiczenia z fizjologii dla studentów drugiego kursu wydziału lekarskiego i przygotowywał demonstracje wykładowe. W latach 1929–1930 w Zakładzie Histologii Uniwersytetu Jagiellońskiego, kierowanym przez Stanisława Mazarskiego, prowadził ćwiczenia z histologii dla studentów wydziału lekarskiego. Podczas pracy w Klinice Chorób Wewnętrznych Uniwersytetu Jagiellońskiego (kierownik Józef Latkowski) oprócz zajęć lekarskich pracował w laboratorium chemicznym. Wykonał w tym czasie pracę o mechanizmie i znaczeniu reakcji ze złotem koloidowym w zastosowaniu do płynu mózgowo-rdzeniowego i surowicy krwi. Praca ta została przedstawiona na Zjeździe Lekarzy i Przyrodników Polskich we Lwowie w roku 1937.
Na kilka lat przed swoją śmiercią Tadeusz Korzybski podarował Muzeum Ziemi Zawkrzeńskiej zestaw pamiątek z rodzinnego archiwum. Są to m.in. jego fotografie i kopia dyplomu doktorskiego, zdjęcie Hallerczyków na Starym Rynku w Mławie, fotografie i dowód osobisty jego ojca Alojzego, a także album (66 pozycji) i dokumenty osobiste pisarki Zuzanny Morawskiej. Stacji Naukowej im. S. Herbsta przekazał zaś zbiory własnych pism.
W 1997 r. w imieniu własnym – i za zgodą żony brata Stanisława, zamieszkałej w Paryżu Teresy Korzybskiej Baudry sprzedał rodzinny grunt położony w Mławie. Nieruchomość kupiło miasto. Pieniądze – 81 949 zł – stały się kapitałem założycielskim Fundacji Oświatowej im. Korzybskich. Cała kwota została ulokowana w banku i podzielona na dwie równe części. Procenty od jednej z nich przeznaczone są na dofinansowywanie publikacji Stacji Naukowej im. Herbsta. Z odsetek od drugiej części fundowane są stypendia niezamożnym i zdolnym uczniom mławskiego I Liceum Ogólnokształcącego im. St. Wyspiańskiego w Mławie.

Nasza ludzka duma powinna być ściśle związana z głęboką skromnością. Ponadto dla nas, których wysiłki badawcze opierały się i nadal opierają się na podstawowych jednostkach – metrze, kilogramie i sekundzie, z których wynikają wszystkie inne, jest rzeczą konieczną zdawanie sobie sprawy, że poza światem naszych zainteresowań jest kilka wielkich i bardzo ważnych światów pozaprzyrodniczych, światy różnych rodzajów sztuki z niesemantyczną muzyką na czele i wielkie światy ludzkiej wiedzy humanistycznej.

Jeszcze w wieku 70 lat zdał egzamin na prawo jazdy. Z podróży po Polsce i Europie przywoził fotografie i własnoręczne szkice.

## Działalność edukacyjna
Pracował nad fosfolipidami, lipidami prątka gruźlicy, metabolizmem owadów.
Był promotorem kilku prac doktoranckich na Uniwersytecie Mikołaja Kopernika, w Instytucie Biochemii i Biofizyki PAN, oraz dawnej Akademii Medycznej w Warszawie. Był recenzentem prac doktorskich i habilitacyjnych (około 70) w Instytucie Biochemii i Biofizyki PAN, Inst. Immunologii i Terapii Doświadczalnej PAN we Wrocławiu, Inst. Biologii Doświadczalnej PAN w Warszawie, Gdańsku, Lublinie, Politechnice Gdańskiej, Instytucie Antybiotyków w Warszawie.
W roku 1961 zorganizował Komisję Słownictwa Biochemicznego i kierował jej pracami zakończonymi uchwaleniem w roku 1964 reguł terminologicznych przez Polskie Towarzystwo Biochemiczne.
Przygotował artykuły z dziedziny biochemii dla Wielkiej Encyklopedii PWN. Prowadził wykłady w ramach kursów podstaw biochemii dla lekarzy i pracowników naukowych. Od 1964 r. kierował pracami naukowymi pracowników Zakładu Biochemii Porównawczej Instytutu Biochemii i Biofizyki PAN.
Był członkiem Rady Naukowej Instytutu Biochemii i Biofizyki PAN, Instytutu Antybiotyków, obecnie Instytutu Farmaceutycznego w Warszawie, a także Komitetu Badań i Prognoz Polska 2000, jak również Komisji Perspektywicznego rozwoju Podstawowych Nauk Lekarskich PAN.
Bibliografia publikacji prof. Korzybskiego liczy ok. 130 pozycji. Obejmuje zarówno rezultaty badań nad penicyliną, jak też streptomycyną, prątkiem gruźlicy, metabolizmem owadów czy polską terminologią biochemiczną.
Był także członkiem założycielem oraz przewodniczącym Komisji do Spraw Słownictwa Biochemicznego. Opracował niektóre hasła do Słownika Wyrazów Obcych oraz do Wielkiej Encyklopedii Powszechnej. Przy opracowaniu Encyklopedii był jej konsultantem naukowym.

## Ordery i odznaczenia
- Krzyż Oficerski Orderu Polski Odrodzonej (22 lipca 1951)[11]
- Medal 10-lecia Polski Ludowej (13 stycznia 1955)[12]
- Odznaka „Za wzorową pracę w służbie zdrowia”

## Nagrody
- 1950 – Państwowa Nagroda Naukowa II stopnia (zespołowa) w dziedzinie nauk lekarskich za prace nad antybiotykami oraz za naukowe kierownictwo przy uruchomieniu fabryki penicyliny[13]
- 1965 – zespołowa nagroda Państwowej Rady dla Spraw Pokojowego Wykorzystania Energii Jądrowej za badania nad biosyntezą fosfolipidów
- 1968 – Nagroda Państwowa I stopnia (zespołowa) w dziedzinie nauki za udział w opracowaniu dzieła o antybiotykach „Antibiotics, origin, nature, and properties” Tom I i II

## Upamiętnienie
Rada Miasta Mława ustanowiła rok 2016 Rokiem Tadeusza Korzybskiego z okazji 110. rocznicy narodzin naukowca. W jego rodzinnym mieście co roku organizowane jest Święto Nauki im. Tadeusza Korzybskiego organizowane przez Towarzystwo Miłośników Twórczości Tekli Bądarzewskiej oraz Powiatowy Ośrodek Doskonalenia Nauczycieli w Mławie. W 2016 roku w mławskim Miejskim Domu Kultury odbyła się wystawa prac Tadeusza Korzybskiego pt. „Szkice architektoniczne i impresje z podróży po Czechosłowacji i Polsce”.